# Kilshanny
Kilshanny (Cill Seanaigh en Irlandais) est un village dans le Munster dans le comté de Clare.

## Géographie
Le village est situé sur la route N67.
Les commodités du village consistent en un pub (Kilshanny House), une école primaire (St. Augustine's NS) et l'église St Augustin. Les villes et villages voisins sont Ennistymon, Lisdoonvarna, Kilfenora, Liscannor, Lahinch et Doolin.